# Friedrich (Missionsbischof)
Der sächsische Bischof Friedrich (Isländisch: Friðrekur) wirkte 981 bis 986 als erster christlicher Glaubensbote in Island.
Die nordischen Bauern und Wikinger, die seit 870 Island besiedeln, sind vor 980 dort durch irische Eremiten oder durch ihre christlichen, unfreien Knechte mit dem Christentum in Berührung gekommen. Von Bekehrungen ist nichts bekannt. Der reiche Großbauer Þorvaldur Koðránsson, später auch Þorvaldur víðförli genannt, der auf eigene Rechnung in Norddeutschland Kriegsgefangene freikauft, wird in Sachsen von einem Bischof Friedrich bekehrt und getauft. Þorvaldur bittet ihn, mit nach Island zu kommen, um auch die Seinen zu taufen. In weiten Teilen Islands verkünden sie trotz großer Widerstände den neuen Glauben, wobei Þorvaldur dolmetschte oder auch predigte. Mächtige Goden lassen sich von Friedrich taufen, und auch auf dem Althing, der alljährlichen Versammlung der freien Bauern, treten sie auf. Im Gegensatz zu dem friedfertigen Bischof rächt Þorvaldur die Schmähungen seiner Gegner durch Totschlag, worauf der Althing beide verbannt. 986 gehen sie nach Norwegen, wo König Olaf Tryggvason von 995 an die Bekehrung des Landes voranbringt. Nach einer neuen Gewalttat Þorvaldurs trennt sich Friedrich von ihm und kehrt nach Sachsen zurück.
Der früheste Prosabericht von Islands Bekehrung, die Íslendingabók (um 1130) von Ari Þorgilsson, und die Kristni saga nennen den schmächtigen, aber mutigen Friedrich „einen wahren Heiligen“. Er kann nicht der Oberhirte eines eigenen sächsischen Bistums gewesen sein. Mit großer Wahrscheinlichkeit handelt es sich um denjenigen Mainzer Chorbischof, der den Erzbischof und Reichskanzler Willigis in der nördlichen Hälfte der damals sehr ausgedehnten Diözese von Mainz vertrat und auf einem sächsischen Landtag 990/991 die Grenze zwischen Engern und Ostfalen sowie den Bistümern Minden und Hildesheim feststellt.